# Sân vận động Pater Te Hono Nui
Sân vận động Pater (tiếng Pháp: Stade Pater) là một sân vận động đa năng ở Pirae, Tahiti, thuộc Polynésie thuộc Pháp, Pháp. Sân hiện đang được sử dụng chủ yếu cho các trận đấu bóng đá. Sân vận động có sức chứa 11.700 người.